# Copla
Il termine spagnolo copla può corrispondere in genere al significato italiano di strofa, ma nel flamenco o nella musica folclorica spagnola acquista un significato un po' più ristretto.
La copla è una tradizionale forma poetica che serve come testo per canzoni popolari. Sorse in Spagna, dove ancora oggi è molto diffusa, come pure nell'America Latina. Il suo nome proviene dal latino copula, "legame", "unione".
Le coplas sono composte generalmente di quattro versi di arte menor, disposti in forma di quartina del romance (8- 8a 8- 8a), di seguidilla (7- 5a 7- 5a), di redondilla (8a 8b 8b 8a), ecc.
Durante l'esibizione canora ci possono essere dei versi ripetuti in modo che il loro numero spesso supera abbondantemente i quattro versi della forma base.
(letra di petenera, Por las calles de Judea)
Per la sua struttura metrica e formule caratteristiche, la copla è molto vicina al romance, genere poetico popolare per eccellenza della letteratura spagnola. Autori colti, come il marqués de Santillana (Íñigo López de Mendoza), Rafael Alberti, Luis de Góngora, Antonio Machado o Federico García Lorca si sono avvicinati a questa forma di poesia con grande rispetto. A volte prendevano il tema da una canzone, un successo locale o un romance ascoltato in una taverna, e altre volte era il popolo che faceva sua la composizione poetica senza  sapere che aveva già un autore. Come scrisse Manuel Machado ...
Il linguaggio delle coplas è colloquiale e diretto, sebbene si ricorre spesso al doppio senso per conseguire effetti comici, lascivi o scatologici.